# Crinum mccoyi
Crinum mccoyi là một loài thực vật có hoa trong họ Amaryllidaceae. Loài này được Lehmiller mô tả khoa học đầu tiên năm 2003.